# Comcast
Comcast Corporation er en amerikansk multinational it-virksomhed, der fokuserer på kabel-tv og tv-distribution. Foruden tv fokuseres på bredbånd og telefoni. Deres produkter tilbydes i 40 amerikanske delstater og Washington D.C.. Virksomheden fungerer som moderselskab for NBCUniversal, Xfinity, Comcast Business; Xfinity Mobile, en MVNO af Verizon; over-the-air national broadcast network channels (NBC, Telemundo, TeleXitos, and Cozi TV); multiple cable-only channels (including MSNBC, CNBC, USA Network, Syfy, NBCSN, Oxygen, Bravo, G4 og E!); Universal Pictures; Peacock; animation studios (DreamWorks Animation, Illumination, Universal Animation Studios); Universal Parks & Resorts og Sky Group. Samlet har de over 53 mio. abonnenter.